# Lances de Malissard

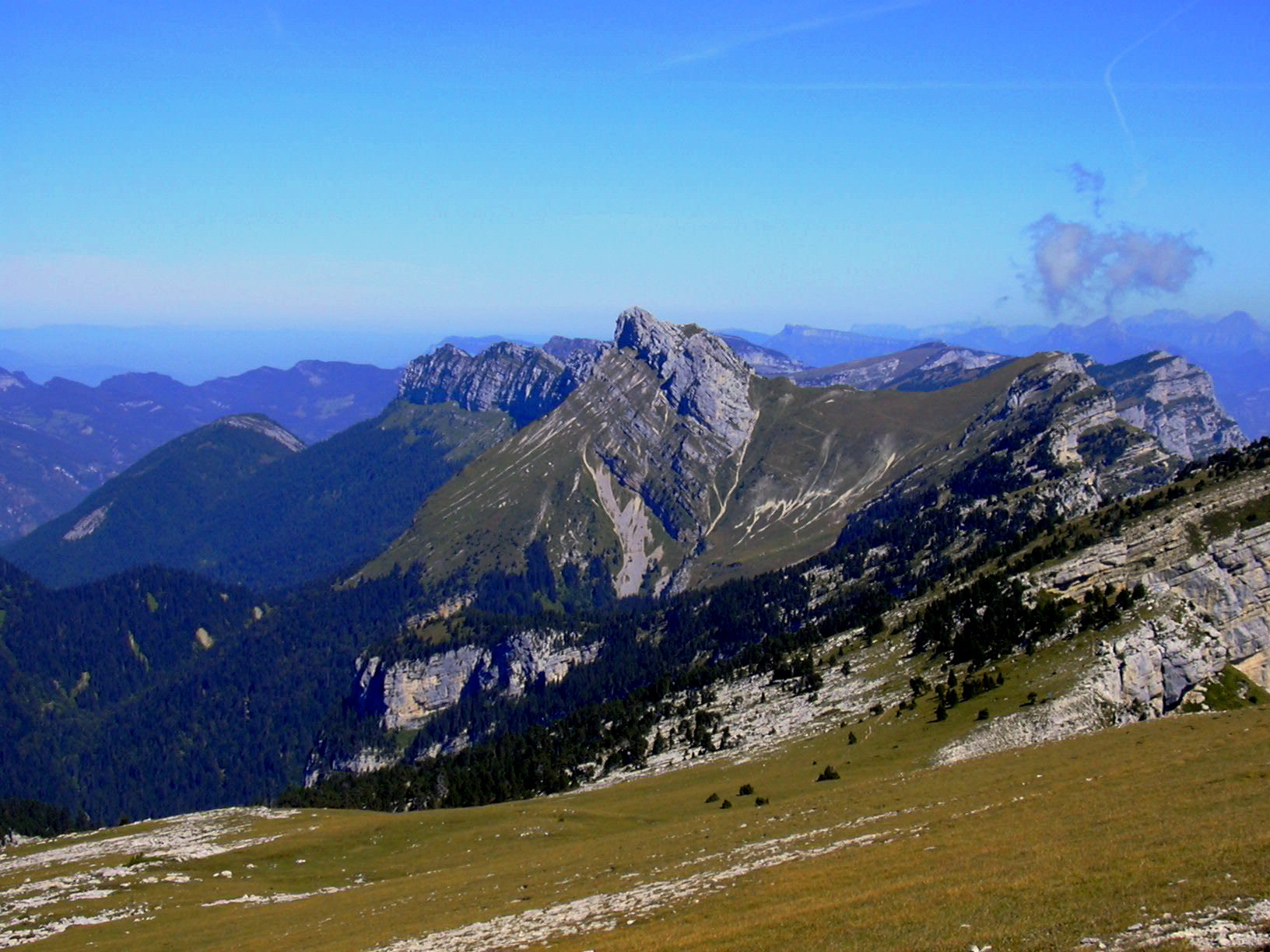
Lances de Malissard gezien vanaf Dent de Crolles

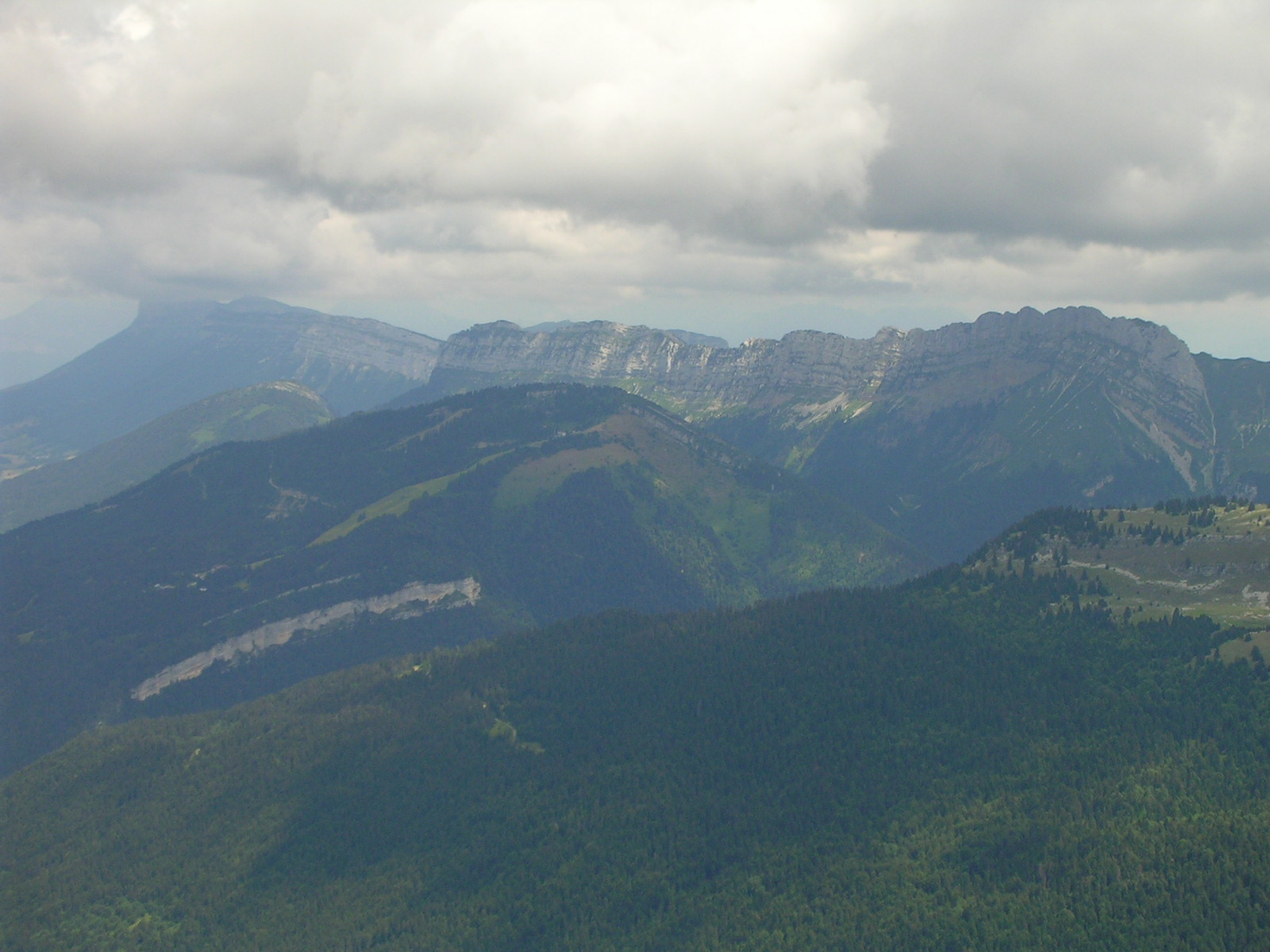
Granier en Lances de Malisard

Lance de Malissard-nord (2045 m) en Lance de Malisard-sud (2036 m) zijn twee toppen van een berg –Lances de Malissard– in de Chartreuse, een bergmassief in de Franse Voor-Alpen.
Vanaf de Cirque de Saint-Même loopt een route naar de top.